# Иса-Булагы
Иса-Булагы (азерб. İsa bulağı) — водный источник XIX века в городе Шуша, Азербайджан. Находится на территории государственного заповедника «Иса-Булагы».

## Общие сведения
Источник Иса-Булагы расположен в 4-х километрах к юго-западу от города Шуша на высоте 1600 метров над уровнем моря. Источник относится к архитектурным памятникам XIX века. Прилегающая к роднику территория считается заповедной.
Версий по поводу названия источника множество. Одна из версий, по сведениям местного населения гласит о том, что, название родника «Иса» связано с именем косаря, впервые в XVIII веке обнаружившего его в густом лесу.
В 1889 году на средства азербайджанской поэтессы Хуршидбану Натаван в город был проведён водопровод именно из родника Исы.
В период СССР Шуша была одним из крупных курортных и туристических центров всесоюзного значения. Этому способствовали мягкий климат и целебные минеральные источники. Одним из таких целебных минеральных источников является Иса-Булагы.
В результате Первой карабахской войны в мае 1992 года источник Иса-Булагы перешёл под контроль непризнанной Нагорно-Карабахской Республики. В этот период вода в источнике иссякла.
В ходе Второй карабахской войны 8 ноября 2020 года Азербайджан вернул контроль над городом и источником.
В сентябре 2021 года было объявлено о восстановлении одного из главных символов города — источника Иса-Булагы. Водоснабжение родника также было полностью восстановлено.
В ходе реставрации источник был облицован мрамором.  Слова «İsa bulağı» были написаны с использованием национального орнамента.
5 июля 2024 года при источнике открыт рекреационный комплекс.

## Галерея

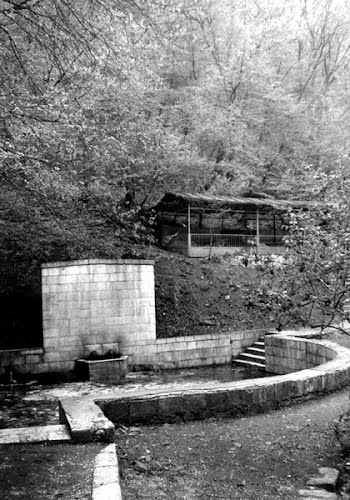
Родник в советский период
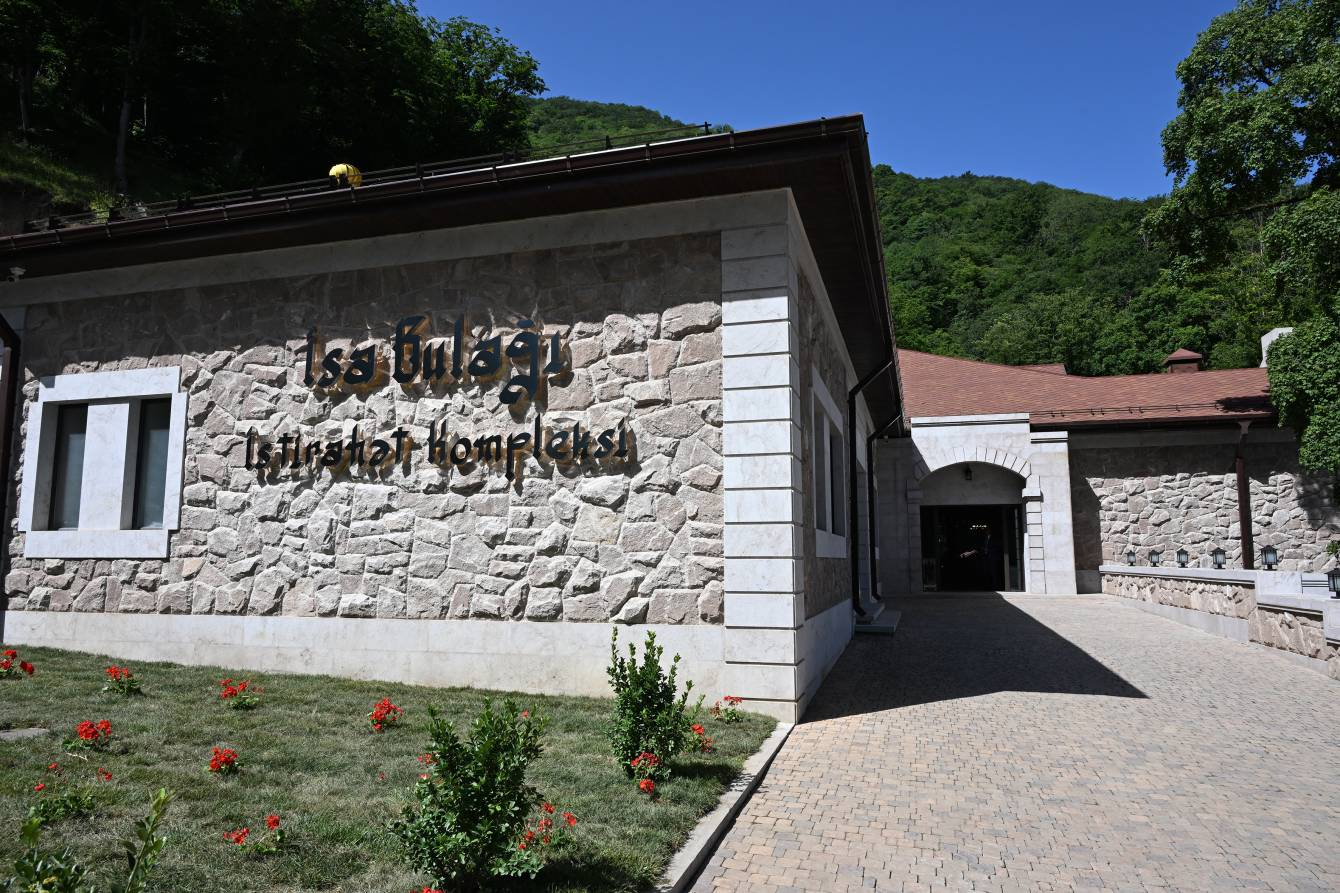
5 июля 2024